# 疏生韭
疏生韭（学名：Allium caespitosum）是葱科葱属的植物。分布在中亚地区以及中国大陆的新疆自治区等地，生长于海拔640米的地区，多生在荒漠或沙地，目前尚未由人工引种栽培。